# Husova bouda
Husova bouda (Husovka, niem. Koppenblickbaude) – schronisko w środkowej części czeskich Karkonoszy, na wysokości 1080 m n.p.m., na południe od Pecu pod Sněžkou. Znajduje się w pobliżu jednego z najstarszych karkonoskich wyciągów narciarskich. 
Pierwszy budynek powstał w roku 1830, sto lat później ówczesny właściciel Johann Ettrich przebudował ją na schronisko turystyczne. Po II wojnie światowej przejęło ją państwo czechosłowackie, a w 1946 nadano obecną nazwę.

## Turystyka
Schronisko dysponuje 60 miejscami noclegowymi w pokojach osobowych.
Restauracja, bufet.
W pobliżu wieża widokowa. 
- - do Velkej Upy